# Anil Nerode
Anil Nerode (Los Angeles, 4 giugno 1932) è un matematico statunitense.

## Biografia
Si è laureato in matematica all'università di Chicago, dove ottenne anche un dottorato in matematica, quest'ultimo sotto la supervisione di Saunders Mac Lane. Studiò presso il Hutchins College all'università di Chicago nel 1947, all'età di 15 anni; terminò gli studi di dottorato nel 1956. 
Ancora studente, a partire dal 1954 lavorò presso il Prof. Walter Bartky's Institute for Air Weapons Research, un'istituzione che lavorava per l'US Air Force. Continuò a lavorarvi fino alla stesura finale della sua tesi di dottorato. Nell'estate del 1957 frequentà il Cornell NSF Supper 1957 Institute in Logic. Dal 1958 al 1959 studiò con Kurt Gödel presso l'Institute for Advanced Study a Princeton, nel New Jersey.
Nerode fu professore di matematica di Goldwin Smith presso la Cornell University. Nerode si interessa particolarmente di logica matematica, teoria degli automi, teoria della computabilità e della complessità, teoria del calcolo variazionale. Assieme a John Myhill, Nerode dimostrò il Teorema di Myhill-Nerode, presentando condizioni necessarie e sufficienti per un linguaggio formale per essere regolare.
Nerode era parte della redazione di  Annals of Mathematics and Artificial Intelligence, Mathematical and Computer Modelling, Documenta Mathematica ed altri.
Nel 2012 divenne membro dell'American Mathematical Society.